# Polycentropus casicus
Polycentropus casicus is een schietmot uit de familie Polycentropodidae. De soort komt voor in het Neotropisch en het Nearctisch gebied.